# 福島章
福島 章（ふくしま あきら、1936年1月29日 - 2022年8月1日）は、日本の医学者・精神科医。専門は、犯罪精神医学・病跡学。上智大学名誉教授。

## 経歴
1936年、東京生まれ。東京都立大学附属高等学校を卒業。東京大学医学部を卒業し、同大学大学院医学系研究科精神医学専攻に進んだ。1968年、博士課程を修了し、学位論文『窃盗累犯の精神医学的研究 意志欠如精神病質者の犯罪学および性格学への一寄与』で医学博士の学位を取得。
卒業後は府中刑務所医師として勤務した。後に東京医科歯科大学助教授、上智大学文学部教授となった。2001年に上智大学を定年退任し、名誉教授となった。学界では、日本病跡学会名誉会長をつとめた。
2022年8月1日、86歳で死去した。訃報は同年8月23日に上智大学が発表した。

## 研究内容・業績
- 精神医学の研究者として、犯罪心理学、精神鑑定などの啓蒙書を多く執筆した。また、犯罪心理学を題材にした小説も執筆している。
- 病跡学の第一人者としても知られ[4]、日本病跡学会名誉会長を務めた。

### 事件の精神鑑定
- 小田晋などと同じく、1970～2000年代に発生した事件の精神鑑定を担当している。
- 大久保清事件（1971年発生）、新宿西口バス放火事件（1980年発生）[5]、司ちゃん誘拐殺人事件（同）[6]、深川通り魔殺人事件（1981年）[7]、藤沢市母娘ら5人殺害事件（1982年）[8]、女子高生コンクリート詰め殺人事件（1989年）[9]、足利事件（1990年：有罪判決が確定した元被告人は後に冤罪と判明）、市川一家4人殺害事件（1992年）[10]、下関通り魔殺人事件（1999年）、西鉄バスジャック事件（2000年）などの著名な事件の裁判で精神鑑定を行った。

## 著書
- 『宮沢賢治―芸術と病理』（金剛出版新社、1970年）『宮沢賢治―こころの軌跡』（講談社学術文庫、1985年）
- 『狂気と正気の間』（至文堂、1972年　ナツメ社、1982年）
- 『現代人の攻撃性―犯罪心理の異常と正常』（太陽出版、1974年）
- 『甘えと反抗の心理』日本経済新聞社、1976（講談社学術文庫、1988年）
- 『犯罪心理学研究1』（金剛出版、1977年）
- 『愛の幻想―対人病理の精神分析』（中公新書、1978年）
- 『現代青年心理ノート』（日本教文社、1978年）
- 『天才の精神分析 パトグラフィの冒険』（新曜社、1978年）
- 『思春期のこころの深層―むずかしい年齢をどう生きるか』（大和書房、1979年）
- 『対抗同一性』（金剛出版、1979年）
- 『愛と性と死―精神分析的作家論』（小学館、1980年）
- 『機械じかけの葦 過剰適応の病理』（朝日出版社、1981年）
- 『青年期のカルテ 受験世代の心理と病理』（新曜社、1981年）
- 『犯罪心理学入門』（中公新書、1982年）
- 『性と暴力の世代』（サイエンス社、1982年）
- 『働きざかりの過剰適応症候群』（大和書房、1982年）
- 『幼児化の時代―子どもっぽくて、なぜわるい!』（光文社カッパ・サイエンス、1982年）
- 『天才―創造のパトグラフィー』（講談社現代新書、1984年）
- 『続　天才の精神分析』（新曜社、1984年）
- 『こころが危ない―一人ぼっちの時代をどう生きる』（保健同人社、1984年）
- 『性格をどう生きるか―人格形成の病理と思春期の危機』（彩古書房、1984年）
- 『犯罪心理学研究2』（金剛出版、1984年）
- 『非行心理学入門』（中公新書、1985年）
- 『精神鑑定―犯罪心理と責任能力』（有斐閣、1985年）
- 『精神分析で何がわかるか―無意識の世界を探る』（講談社ブルーバックス、1986年）
- 『犯罪者たち 罪にいたる病』平凡社 1987
- 『音楽と音楽家の精神分析』（新曜社、1990年）
- 『歓迎ストレス様御一行　こころの処方を考える』（ネスコ、1990年）
- 『イメージ世代の心を読む 疑似現実はどういう人間を生み出したか』新曜社、1991
- 『ヒトは狩人だった』青土社 1991
- 『青年期の心―精神医学からみた若者』（講談社現代新書、1992年）
- 『マンガと日本人―“有害”コミック亡国論を斬る』（日本文芸社、1992年）
- 『覚せい剤犯罪の精神鑑定』（金剛出版、1994年）
- 『精神鑑定とは何か―何をどう診断するか?』（講談社ブルーバックス、1995年）「精神鑑定脳から心を読む」文庫
- 『天才、生い立ちの病跡学―甘えと不安の精神分析』（講談社プラスアルファ文庫、1996年）
- 『不思議の国の宮沢賢治―天才の見た世界』（日本教文社、1996年）
- 『彼女は、なぜ人を殺したのか 精神鑑定医の証言』（小説）講談社 1997  のち講談社プラスアルファ文庫
- 『ストーカーの心理学』（PHP新書、1997年）
- 『殺人者のカルテ 精神鑑定医が読み解く現代の犯罪』清流出版 1997
- 『創造の病―天才たちの肖像』（新曜社、1997年）
- 『父親殺し 孤独な家族の精神鑑定』講談社 1998
- 『家族が壊れるとき』（小学館、1999年）
- 『殺人と犯罪の深層心理―「攻撃願望」というヒトの本性』（講談社プラスアルファ文庫、1999年）
- 『子どもの脳が危ない』（PHP新書、1999年）
- 『ブッシュ・アメリカの精神分析 なぜ、アメリカ人は戦争が好きなのか』（大和書房、2003年）
- 『殺人という病―人格障害・脳・鑑定』（金剛出版、2003年）
- 『犯罪精神医学入門 人はなぜ人を殺せるのか』（中公新書、2005年）
- 『子どもを殺す子どもたち』（河出書房新社、2005年）
- 『ベートーヴェンの精神分析 愛と音楽と幼児体験の心理』（河出書房新社、2007年）

### 共編著
- 『日本の精神鑑定』小木貞孝、中田修共編集（みすず書房、1973年）
- 『ノイローゼ 現代の精神病理』佐治守夫,越智浩二郎共編 有斐閣選書 1976
- 『現代臨床社会病理学 今日の不安をどうみるか』岩井寛共編集 岩崎学術出版社 1980
- 『ふたりっ子家族の親離れ・子離れ』依田明共編 有斐閣新書 1981
- 『血が酩酊するとき 精神鑑定講義』村松友視対談 朝日出版社 レクチャーブックス、1985
- 『親と子のかかわり』長島正共編著 金子書房 1986
- 『性格心理学新講座 第3巻 適応と不適応』責任編集 金子書房 1989
- 『臨床心理学大系 第11巻　精神障害・心身症の心理臨床』山中康裕,村瀬孝雄共編 金子書房 1990
- 『イメージと心の癒し』編（金剛出版、1991年）
- 『境界例の精神療法』編 金剛出版 1992
- 『精神医学と社会学』編 金剛出版 1992
- 『人格障害』町沢静夫、大野裕共編 金剛出版 1995
- 『犯罪ハンドブック』編 新書館 1995
- 『精神分析の知88』編 新書館 1996
- 『臨床精神医学講座 人格障害』牛島定信共責任編集 中山書店 1998
- 『現代の精神鑑定』編著 金子書房 1999
- 『人格障害の精神療法』町沢静夫共編 金剛出版 1999
- 『パトグラフィーへの招待』中谷陽二共編 金剛出版 2000
- 『臨床精神医学講座 病跡学』高橋正雄共責任編集 中山書店 2000
- 『臨床心理学大系 第19巻 人格障害の心理療法』馬場禮子,水島恵一共編 金子書房 2000
- 『現代の犯罪』作田明共編 新書館 2005

### 翻訳
- エリッヒ・ノイマン『グレート・マザー 無意識の女性像の現象学』町沢静夫、大平健、渡辺寛美、矢野昌史共訳 ナツメ社 1982
- ポール・ローゼン『アイデンティティ論を超えて』高原恵子、大沼隆博共訳 誠信書房 1984
- D.マックスウィニー『クレージーエイプ 精神医学入門』町沢静夫,大平健,林直樹共訳 産業図書 1986
- B.E.ムーア, B.D.ファイン編『アメリカ精神分析学会精神分析事典』監訳 新曜社 1995
- P.H.ウェンダー『成人期のADHD 病理と治療』延与和子共訳 新曜社 2002